# Antibombolla

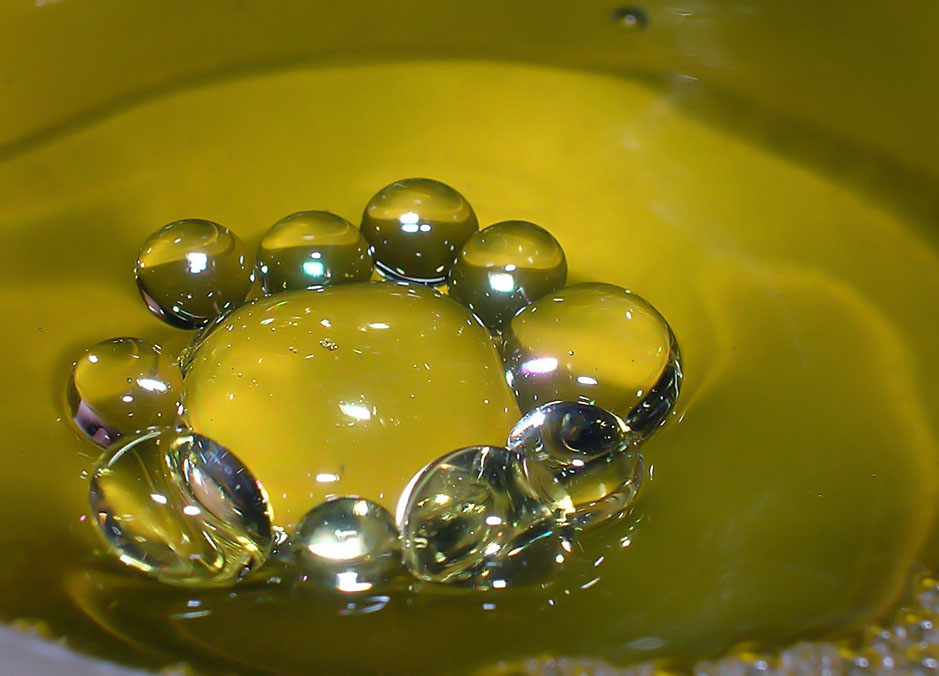
Glòbuls d'aigua, gotes d'aigua fregant la superfície de l'aigua sense enfonsar-se.

Una antibombolla és una gota de líquid envoltada per una fina pel·lícula de gas, és a dir, el contrari a una bombolla, que és una esfera de gas envoltada per una prima capa de líquid. Les antibombolles es formen quan un líquid cau o flueix de manera turbulenta dins d'aquest mateix líquid o d'un altre diferent. Poden passar sobre la superfície d'un líquid com pot ser l'aigua, en aquest cas també són conegudes com a glòbuls d'aigua, o poden trobar-se completament submergides en el líquid al qual s'han dirigit.
Les antibombolles són un fenomen comú però molt poc reconegut, en part pel seu aspecte semblant al de les bombolles d'aire i en part també per la seva naturalesa efímera. Gràcies a algunes barreges més sabonoses es pot aconseguir que siguin molt més duradores. La primera observació es va produir l'any 1932.

## Comportament i creació

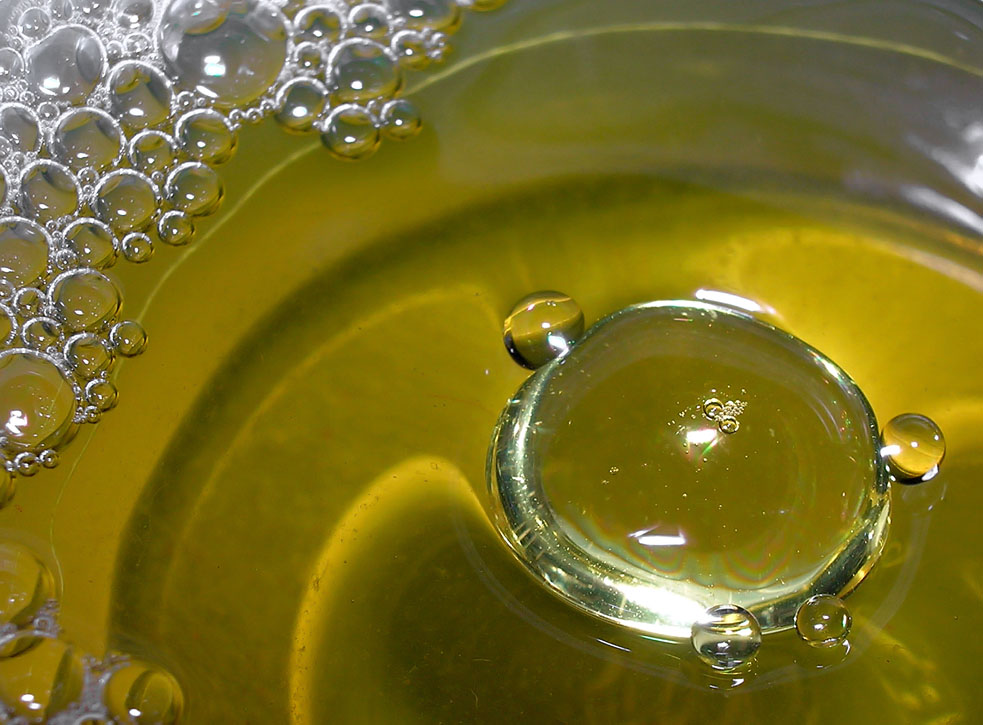
Comparació de tres tipus de bombolles: 1) bombolles a la superfície de l'aigua, 2) antibombolles, 3) bombolles sota la superfície de l'aigua dins una antibombolla.

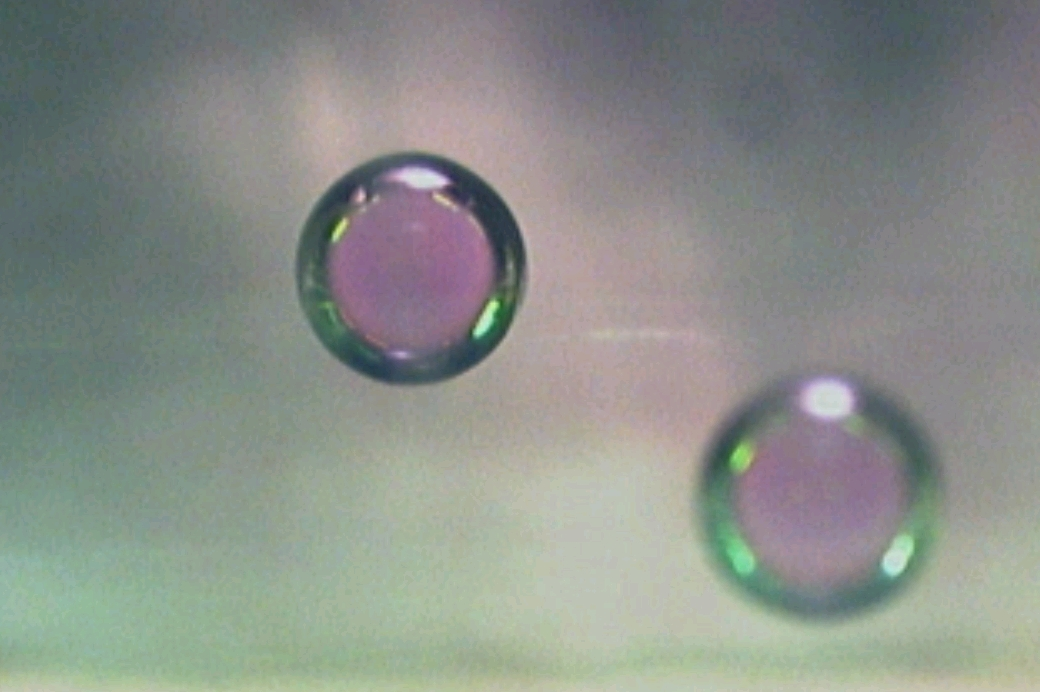
antibombolles

El comportament de les antibombolles difereix del de les bombolles d'aire en tres punts, principalment. Aquestes diferències faciliten la seva identificació:
- Les antibombolles es mantenen per la tensió superficial i es mouen ràpidament per la superfície de l'aigua. També poden ser vistes rebotant des d'altres objectes en l'aigua, com, per exemple, de bombolles aèries o des dels costats d'altres objectes com recipients, de manera similar als rebots de les boles de billar.

- En condicions normals, les antibombolles tenen una curta vida, mentre que una bombolla d'aire amb una superfície de sabó pot arribar a durar minuts. Sovint, les antibombolles no duren més d'uns pocs segons, o fins i tot menys. No obstant això, si el potencial elèctric entre el líquid intern i l'extern es troba en equilibri, les antibombolles pot arribar a resistir tant o més com les d'aire.

- Les antibombolles refracten la llum de manera diferent a les bombolles d'aire per raó de la seva composició, ja que el líquid que es troba en el seu interior provoca la refracció de la llum incident, de la mateixa manera en què es produeix l'arc de Sant Martí. Com a conseqüència d'aquesta refracció, les antibombolles presenten un aspecte brillant.

Es poden crear antibombolles de forma bastant senzilla, deixant a una aixeta gotejant en un recipient ple d'aigua en què s'ha afegit una mica de sabó. Aquest redueix la tensió superficial d'aigua i permet a la pel·lícula d'aire que envolta la gota mantenir-se durant una mica més d'una fracció de segon.
Al contrari que les bombolles de sabó, amb aire dins i fora d'elles, que tendeixen a enfonsar-se progressivament cap al fons del recipient, les antibombolles tenen flotabilitat positiva i, per tant, tendeixen a elevar-se cap a la superfície del líquid. D'altra banda, mentre que les bombolles de sabó poden omplir-se amb gasos més lleugers per canviar el seu signe, pujant cap a la superfície, les antibombolles poden ser emplenades per líquids més pesants per fer-les negatives i que s'enfonsin. Un experiment que es pot realitzar és, amb una palleta, deixar caure gotetes d'una solució d'aigua ensucrada sobre aigua sabonosa, la qual cosa produirà antibombolles que s'enfonsaran.
Les antibombolles solen esclatar quan arriben al fons o les vores del recipient en què es troba el líquid. Això es pot prevenir fàcilment tirant unes cullerades de sucre dins l'aigua sabonosa i esperant uns minuts perquè es dissolguin, sense remoure la barreja. D'aquesta manera s'aconsegueix una capa més densa d'aigua ensucrada al fons del líquid. Després, les antibombolles de sucre es posaran sobre l'estrat del final del recipient i podran arribar a tenir diversos minuts de vida.
El 2005, els científics Michiel Postema (Ruhr-Universität Bochum), Nico de Jong (Erasmus MC, Rotterdam) Georg Schmitz (Ruhr-Universität Bochum) i Annemieke van Wamel (Erasmus MC, Rotterdam) van presentar la gravació a alta velocitat de la formació de les antibombolles amb l'ajuda d'ultrasons.

## Aplicacions potencials de les antibombolles
Si les antibombolles es poden estabilitzar poden ser usades per formar un llarg i durador agent anti-escuma que es pot utilitzar com lubricant o com a filtre de gasos.
Les pròpies antibombolles es poden utilitzar per a processos químics com l'eliminació de contaminants d'una llar de foc.
Canviar l'aire en les capes de les antibombolles per un altre líquid es podria utilitzar com a sistema d'enviament de droga mitjançant la creació una capa exterior de líquid-polímer al voltant de la droga. Enfortint el polímer amb llum ultraviolada es formaria una càpsula de fàrmac.